# London Folies
Pour plus de détails, voir Fiche technique et Distribution.
London Folies (London Town) est un film britannique réalisé par Wesley Ruggles, sorti en 1946.

## Synopsis
Jerry Sanford arrive à Londres en croyant qu'il a été embauché comme vedette d’une grande production théâtrale, alors qu’il n’est en fait qu’une doublure. Grâce à sa fille Peggy, qui sabote la star de la revue Charlie de Haven, il obtient enfin sa grande chance.

## Fiche technique
- Titre : London Folies
- Titre original : London Town
- Réalisation : Wesley Ruggles
- Scénario : Elliot Paul, Sig Herzig, Wesley Ruggles et Val Guest
- Photographie : Erwin Hillier
- Pays d'origine : Royaume-Uni
- Format : Couleurs - 1,37:1 - Mono
- Genre : Film musical et comédie
- Date de sortie : 1946

## Distribution
- Sid Field : Jerry Sanford
- Greta Gynt : Mme Eve Barry
- Petula Clark : Peggy Sanford
- Kay Kendall : Patsy
- Sonnie Hale : Charlie de Haven
- Claude Hulbert : Belgrave
- Mary Clare : Mme Gates
- Tessie O'Shea : Elle-même
- Jerry Desmonde : George